# ابن الدبيثي
ابن الدبيثي، وهو أبو عبد الله، محمد بن أبي المعالي سعيد بن أبي طالب بن أبي الحسن علي بن الحجاج بن محمد بن الحجاج، المعروف بابن الدُّبَيْثي، فقيه ومحدث ومؤرخ شافعي من أهل واسط؛ سمع الحديث كثيراً وعلق تعاليق مفيدة، ومن المؤرخين النبلاء في العصر العباسي، ومن أفضل علماء عصره في الحديث وعلومه، وخلف مصنفات تاريخية اعتنى بها الدارسون.

## ولادته ونشأته
ولد ابن الدبيثي، يوم الاثنين 26 رجب 558 هـ/ 1163م، بواسط جنوب بغداد، وذكر أن نسبته إلى دبيثى، وهي قرية تقع في نواحي واسط، وأصله من كنجة، وقدم جده علي من دبيثى وسكن واسط وبها توالدوا  (والدُّبَيْثيّ: بضم الدال المهملة وفتح الباء الموحدة وسكون الياء المثناة من تحتها وبعدها ثاء مثلثة)، ونشأ ابن الدبيثي في أسرة موسرة، وكان والدهُ من الأعيان وقدم إلى بغداد وسكن دار الخلافة العباسية، ودفع ابنه إلى طلب العلم، وتلقى دروسه في حفظ القرآن الكريم، وأقبل على قراءة القرآن بالقراءات السبع والعشر، وسمع الحديث النبوي من مئات الشيوخ ودرس الفقه والأدب واللغة وغيرها على عدد من علماء بغداد في عصره، وأراد الاستزادة من التحصيل وطلب العلم، فرحل وحج سنة 579 هـ، وجاور وأخذ عن علماء الحجاز، وسافر إلى مصر، ودخل مدينة الموصل ودرس على جماعة من كبار شيوخها، ولهُ شعر جيد.
ومنه قوله:

## شيوخه ومَن أخذ منه من العلماء والمحدثين
حدث عنه: ابن النجار، وأبو بكر بن نقطة، وأبو عبد الله البرزالي، والمؤرخ ظهير الدين الكازروني، وعز الدين أحمد الفاروثي الواعظ، وجمال الدين الشريشي المفسر، وتاج الدين علي بن أحمد الغرافي، وآخرون. وقد سمع منه من شيوخه المحدث أحمد بن طارق وأبو طالب بن عبد السميع. وروى عنه بالإجازة: القاضي تقي الدين سليمان بن أبي عمر الحنبلي.

## آراء العلماء والمؤرخين فيه
بلغ ابن الدبيثي مكانة علمية رفيعة ومنزلة مرموقة، وذاع صيته وطافت شهرته الآفاق، وأشاد بمكانته وعلمه وورعه وزهده العلماء، فقال عنه ياقوت الحموي: «شيخنا الذي استفدنا منه وعنه أخذنا»، وقال الضياء المقدسي: «هو حافظ وحدث بتاريخ واسط، وقَلَّ أن يجمع شيئاً إلا وأكثره على ذهنه وله معرفة تامة بالأدب»، وقال عنه المؤرخ ابن النجار:«هو سخي بكتبه وأصوله، صحبته سنين فما رأيت منه إلا الجميل والديانة وحسن الطريقة، وما رأت عيناي مثله في حفظ التواريخ والسير وأيام الناس».

## آثاره ومؤلفاته
1- ذيل تاريخ مدينة السلام
اتبع ابن الدبيثي خطة سابقيه، في التراجم من حيث النطاق والنوعية، وكان كتابه هذا ذيلاً على كتاب أبي سعد عبد الكريم ابن السمعاني الحافظ (المُذَيَّل هو الآخر على تاريخ بغداد للخطيب البغدادي)، فإنه ألزم نفسه بأن لا يذكر أحدًا ممن ذكرهم السمعاني، إلا إذا تأخرت وفاة المترجم له عن وفاة السمعاني وهي عام 562 هـ، أو إذا وقع وهم في تراجمهم، وقد استدرك ابن الدبيثي في كتابه على السمعاني جماعة فاته ذكرهم فلم يترجم لهم، وقد بدأ الكتاب بالمتوفين بعد عام 562 هـ، وسار ابن الدبيثي بتاريخه إلى زمانه، ووقف عند سنة 621 هـ، كما ترجم في تاريخه لمن كان ببغداد من الخلفاء وولاة عهودهم، والوزراء، وأرباب الولايات، والفقهاء، والنقباء، والقضاة، والعدول، والخطباء، والفقهاء، ورواة الحديث، والقراء، وأهل الفضل والأدب، والشعراء، والصوفية، والأطباء، والصيادلة وغيرهم، وسجل لحياته العلمية ودراساته ورحلاته وشيوخه وطرف من علاقاته.
2- تاريخ واسط
كما ألَّف ابن الدبيثي تاريخاً لواسط، التي كانت من أهم المراكز العلمية المهمة التي راجت فيها أسواق الأدب والعلم ووصفه المؤرخون بأنه «تاريخ كبير»، وعرض فيه معلومات دقيقة عن الجوانب الحضارية والفكرية لواسط، وعلمائها، وبعض مدارسها ومدرسيها، ويحتوي على تراجم شافية لعدد من رجال واسط، القرّاء والمحدثين والفقهاء والأدباء، وعن الصِلَات العلمية بينها وبين العالم الإسلامي، وأشهر البيوت العلمية، وتضمن معلومات مفيدة عن علم الحديث، وتميز عرضه بالدقة والشمول، نظراً لأنه من أبناء المدينة، وعاصر الكثير من شيوخها وعلمائها، واعتمد على كتب تاريخية لعلماء واسطيين مثل «تاريخ الحكام» لأبي العباس أحمد بن بختيار بن المندائي.
3- معجم الشيوخ، جمعه بنفسه.

## وفاته
مرض ابن الدبيثي في آخر حياته مرضاً شديداً، وتوفي ببغداد يوم الاثنين لثمان خلون من شهر ربيع الآخر سنة 637 هـ /1239م، ودفن بالمقبرة الوردية.